# Пољопривреда Грчке
Пољопривреда у Грчкој је заснована на малим дисперзованим јединицама у породичном власништву, док обим задружне организације остаје на ниском упоредном нивоу, упркос свим напорима који су предузети у последњих 30 година, углавном под надзором Европске уније. Грчка пољопривреда запошљава 528.000 фармера, 12% укупне радне снаге. Она производи више од 14% националног БДП-а .
Грчка производи широк избор усева и сточарских производа. Рибарство такође игра важну улогу, док шумарство има споредну улогу.

## Текућа производња
Тренутно, грчка пољопривреда је у великој мери субвенционисана Заједничком пољопривредном политиком (ЦАП), са контроверзним резултатима. Одређени одбици субвенција планирају се у наредној деценији. 
Грчка је у току 2018. године произвела:
- 1,2 милиона тона кукуруза;
- 1 милион тона маслина (5. највећи произвођач у свету, иза Шпаније, Италије, Марока и Турске);
- 1 милион тона пшенице;
- 968 хиљада тона брескве (3. највећи произвођач у свету, иза Кине и Италије);
- 933 хиљаде тона грожђа (19. највећи произвођач у свету);
- 913 хиљада тона поморанџе (17. највећи произвођач на свету);
- 837 хиљада тона памука;
- 835 хиљада тона парадајза;
- 630 хиљада тона лубенице;
- 465 хиљада тона кромпира;
- 353 хиљаде тона шећерне репе;
- 344 хиљаде тона јечма;
- 285 хиљада тона јабуке;
- 265 хиљада тона кивија (5. највећи произвођач у свету, иза Кине, Италије, Новог Зеланда и Ирана);

Поред мањих производња других пољопривредних производа. 

## Модерна историја

### 19. век
У 19. веку, грчка пољопривреда је била веома основна. Прикључци пронађени у западној Европи још се нису појавили. Следећи опис је известио Вилијам Хенри Мофет, амерички конзул у Атини (том 2, број 95, 18. децембар 1889, стр. 612):
Вилијам Х. Мофет, конзул Сједињених Држава у Атини, извештава о немогућности давања било какве званичне изјаве о пољопривреди Грчке, јер је „пољопривреда овде у најнеразвијенијем стању. Чак и у непосредном суседству Атине уобичајено је да се нађе дрвени плуг и груба шиба који су били у употреби пре 2.000 година. Поља се ору или изгребу, а усеви се поново саде из сезоне у сезону, све док исцрпљено земљиште више не роди. Ђубрива се не користе у значајној мери, а пољопривредни алати су најгрубљег описа. У неким областима се користи наводњавање и, колико могу да утврдим, методе које се користе могу се лако научити проучавањем праксе старих Египћана. Грчка има маслина и грожђа у изобиљу, и по квалитету се не истиче; али грчко маслиново уље и грчко вино неће поднети превоз. "

### 20. век
Грчка пољопривредна производња је знатно проширена у 20. веку, према информацијама датим на другим местима на овој страници. Посебно је производња житарица (пшеница, јечам итд.) значајно повећана коришћењем савременијих пољопривредних метода. Велики део истраживања о класификацији земљишта, употреби ђубрива и ширењу побољшане пољопривредне праксе спроведен је од 1938. у Институту за хемију и пољопривреду Канелопулос. 
У целој Грчкој 1998. године било је преко 8.000 фарми, са 9.730 хектара земљишта које се користило за узгој органске пољопривреде. 

## Значајни производи
Значајни производи укључују:
- Авготарачо из Мисолонгија
- Занте рибизла
- грчко вино
- Санторини парадајз
- Крокос Козанис (шафран)
- Меналу мед
- Флорина бибер
- Мастика (биљна смола) са Хиоса
- Производња дувана (регија Македоније)
- Тропско воће (као што су банане и авокадо) на Криту
- Рогач

### Сорте маслина
- Напомена: Листа у наставку се не сматра исцрпном. [5] [6] [7] [8]

| Име        | Слика | Подручја                         | Опис |
| ---------- | ----- | -------------------------------- | --- |
| Халкидикис |       | Халкидики                        | Зелене маслине. Такође познат као "магареће маслине". |
| Каламата   |       | Месинија у јужном Пелопонезу .   | Обично смеђа или црна столна маслина. Када се беру рано, познате као "ружичасте" маслине (црвенкасте боје). Изван овог региона познат као "Каламон маслине". |
| Коронеики  |       | Месинија, Пелопонез и Закинтос . | Критске маслине |
| Трубес     |       | Острво Тасос                     | Природно наборано када је зрело и остављено да падне у мреже. Једине маслине које се могу јести директно са дрвета.                                          |

## Галерија
- Виноград у Његушу, централна Македонија
- Асиртико грожђе
- Сушење рибизле Занте на сунцу на Закинтосу
- Узгој рибе, Арголски залив
- Говеда у Преспесу
- Узгој бизона, језеро Керкини
- Стадо коза на грчкој висоравни
- Пчеларство на Лезбосу